# Joana II de Auvérnia
Joana II de Auvérnia (em francês:  Jeanne; 1378 — antes de 6 de fevereiro de 1423) foi suo jure condessa de Auvérnia e de Bolonha, além de duquesa consorte de Berry, condessa de Étampes e Montpensier pelo seu casamento com João de Berry.

## Família
Joana era a única filha do conde João II de Auvérnia e de Leonor de Comminges. Seus avós paternos eram o conde João I de Auvérnia e Joana de Clermont. Seus avós maternos eram Pedro Raimundo II, conde de Comminges e Joana de Comminges.

## Biografia

### Primeiro casamento
O contrato de casamento de Joana e João foi assinado em 9 de março de 1389. Eles se casaram no ano seguinte, em 5 de junho de 1390, em Riom, na Auvérnia. A noiva tinha aproximadamente doze anos de idade, e o noivo tinha cinquenta anos.
João era filho do rei João II de França e de Bona de Luxemburgo. Sua primeira esposa foi Joana de Armagnac, com quem teve cinco filhos. Ela morreu em 1387.
Alguns anos depois, em 28 de janeiro de 1393, quando Joana tinha quinze anos, ela participou do episódio conhecido como o Baile dos Ardentes marcado por um incêndio. Para proteger o seu sobrinho, o rei Carlos VI de França, das chamas, ela jogou a sua saia volumosa sobre ele. Fontes discordam a respeito se a duquesa se moveu para a dança e chamou o rei ao lado para falar com ele, ou se ele se afastou em direção à platéia. Froissart escreveu que "O Rei, que passou à frente [dos dançarinos], afastou-se de seus companheiros [...] e foi até às senhoras para mostrar-se a elas [...] e assim passou pela rainha e chegou perto da duquesa de Berry".
Ela sucedeu a seu pai como condessa em 1394.
O duque João morreu em 15 de junho de 1416, com 75 anos de idade. Eles não tiveram filhos.

### Segundo casamento
Apenas alguns meses após tornar-se viúva, no dia 16 de novembro do mesmo ano, em Aigueperse, a condessa casou-se com Jorge de la Trémoille, conde de Guines, e Grande Mordomo da França para o rei Carlos VII de França. Novamente, a nobre não deixou descendência.
Joana faleceu em data anterior a 6 de fevereiro de 1423, com cerca de 45 anos de idade, e foi enterrada na Santa Capela de Bourges, na França.
Sem herdeiros, o condado passou para sua prima, Maria I de Auvérnia, filha de Godofredo de Auvérnia e de Joana de Ventadour.